# Euphyia lacteomarginata
Euphyia lacteomarginata là một loài bướm đêm trong họ Geometridae.